# Andreas Hönisch
Andreas Hönisch SJM (* 3. Oktober 1930 in Habelschwerdt, Provinz Niederschlesien / Grafschaft Glatz; † 25. Januar 2008 in Blindenmarkt in Niederösterreich) war ein katholischer Geistlicher, Mitgründer der Katholischen Pfadfinderschaft Europas in Deutschland und Österreich und Gründer des Ordens Diener Jesu und Mariens („Servi Jesu et Mariae“).

## Leben
Nach der Vertreibung 1946 infolge des Zweiten Weltkriegs legte Andreas Hönisch am jesuitischen Aloisiuskolleg in Bad Godesberg das Abitur ab. 1952 trat er der Ordensgemeinschaft der Gesellschaft Jesu (Jesuiten) auf dem Jakobsberg bei Bingen am Rhein bei und wechselte 1954 nach Tisis bei Feldkirch.
Von Ende 1954 an bis 1957 studierte er Philosophie an der Hochschule für Philosophie München. Zwischen 1957 und 1960 lernte er Sprachen in Manila, Philippinen, und in Yokosuka, Japan. An der jesuitischen Sophia-Universität in Kojimachi in Tokio war er kurzzeitig Dozent für Englisch und Deutsch. Von 1960 bis 1964 studierte er Katholische Theologie an der Philosophisch-Theologischen Hochschule Sankt Georgen in Frankfurt am Main. 1963 empfing er die Priesterweihe durch den Bischof von Berlin, Erzbischof Alfred Bengsch. Nach dem jesuitischen Tertiat 1964/1965 in Paray-le-Monial wurde er Jugendseelsorger und Religionslehrer in Berlin. Von 1966 bis 1977 war er in der Seelsorge in Gießen tätig, wo er auch Gruppen der Deutschen Pfadfinderschaft Sankt Georg (DPSG) betreute.
1976 gründete Hönisch zusammen mit Günther Walter die Katholische Pfadfinderschaft Europas (KPE), in der sich Gruppen zusammenfanden, die mit den programmatischen Neuerungen innerhalb der DPSG in den 1970er-Jahren nicht einverstanden waren. Seit der Gründung der KPE war er bis zu seinem Tod auch deren Bundeskurat. Nach eigenen Angaben aus dem Jahr 1986 schickte er zahlreiche Jugendliche, die die Priesterweihe anstrebten, zum Engelwerk. Dessen Gemeinschaft Regularkanoniker vom Heiligen Kreuz sei der einzige Orden, den er seinen Pfadfindern empfehlen könne.
Obwohl die Gründung der KPE mit Zustimmung des Jesuitenordens erfolgt war, verbot ein späterer Provinzial Hönisch jede Arbeit in der KPE. Dieser weigerte sich (nach eigenen Angaben nach Rücksprache mit Kardinal Ratzinger), die Arbeit in der KPE aufzugeben, und wurde daraufhin wegen Ungehorsams aus der Gesellschaft Jesu ausgeschlossen. Bischof Josef Stimpfle inkardinierte ihn als Weltpriester in die Diözese Augsburg.
Ende der 1980er-Jahre traten mehrere Mitglieder der KPE, die Ordenspriester werden wollten, mit dem Ansinnen der Gründung einer neuen Ordensgemeinschaft an Hönisch heran. Dieser versuchte sie zunächst dazu zu bewegen, sich anderen Orden anzuschließen, und lud zu diesem Zweck sogar Mitglieder anderer Ordensgemeinschaften zu Vorstellungen ein. Da sich die zukünftigen Priester jedoch nicht von ihrem Vorhaben abbringen ließen, wurden zwei Jahre nach Rücksprache Hönischs mit dem Rektor der Engelwerk-Hochschule, Ingo Dollinger, 1988 in Mussenhausen die „Servi Jesu et Mariae (SJM)“ gegründet, was allgemein als Andreas Hönischs Werk angesehen wird. Die Neugründung erfolgte mit der Zustimmung des Bischofs von Augsburg, Josef Stimpfle.
Dessen Nachfolger Viktor Josef Dammertz kündigte den SJM jedoch die Nutzung des Klosters in Mussenhausen. So wurde 1995 der Sitz nach Blindenmarkt im Bezirk Melk/Österreich verlegt. Anders als oft behauptet, gab es allerdings weder für Hönisch noch für die SJM jemals ein Seelsorgeverbot in der Diözese Augsburg. Die Anerkennung als Kongregation päpstlichen Rechts durch die Kommission Ecclesia Dei war bereits 1994 erfolgt. Der Orden ist heute in Deutschland und Österreich aktiv, zudem in Kasachstan, Albanien, Rumänien, der Ukraine und Frankreich. Im Jahr 2001 ging Hönisch zu den angeblichen Marienerscheinungen in Međugorje, die er zuvor als glaubwürdig angesehen hatte, auf Distanz.
2004 verließen zwei Gruppen und drei Mitglieder der österreichischen KPE-Bundesführung (unter ihnen deren Kurat Martin Leitner) den dortigen Verband, da Hönisch ihrer Meinung nach versucht habe, größeren Einfluss in der KPE-Ö zu gewinnen. Auch an Hönischs Nähe zum Engelwerk übte Leitner Kritik. Der Hönisch nahestehende Teil der Bundesführung blieb im Amt. Hönisch gab im Gegensatz zu Leitner an, von Anschuldigungen, die strafrechtliche Konsequenzen gegen SJM-Mitglieder nach sich zögen, nichts zu wissen; er dementierte auch die Kenntnis einer negativen Erwähnung der KPE und SJM im Sektenreferat der Erzdiözese Wien.
Im Herbst 2007 äußerte er die Verschwörungstheorie, das Ziel der Freimaurerei sei die Weltherrschaft und die immer stärker werdenden Globalisierungstendenzen in der Politik unserer Tage würden weitgehend von den Freimaurerlogen getragen.
Er blieb bis zu seinem überraschenden Tod im Jahr 2008 Generalsuperior der von ihm gegründeten Ordensgemeinschaft. Deren Sekretariat im Auhof in Blindenmarkt beschäftigt sich mit dem Aufbau eines Archivs über sein Leben und Wirken und sammelt hierfür Material von und über Hönisch.

## Posthume Untersuchung
Am 10. Januar 2023 gaben die SJM bekannt, dass bei der Römischen Kurie eine kritische Anfrage zu Hönischs Wirken eingegangen war. Das Dikasterium für die Institute geweihten Lebens und für die Gesellschaften apostolischen Lebens betrachtet eine Untersuchung als angemessen. Der Passionistenpater Gregor Lenzen wurde dafür als Apostolischer Assistent auf drei Jahre berufen. Noch vor seinem ersten Besuch trat Gregor Lenzen von seiner Berufung zurück, woraufhin Prälat Raimund Schreier OPraem am 22. Juni 2023 zum Apostolischen Assistenten der Untersuchung ernannt wurde.

## Schriften
- Der Junge aus dem anderen Land. Cassianeum, Donauwörth 1956, OCLC 73454126.
- Das Geheimnis der Ahornallee. Verlag Alsatia 1959, Neuauflage: Spurbuchverlag, Baunach 1993, ISBN 3-88778-013-2.
- Sie waren nicht allein. Waldstatt Verlag, Einsiedeln 1960, lbsopac.rz.uni-frankfurt.de.
- Liebe Freunde von Pfadfinder Mariens. SJM-Verlag, Meckenheim 2001, ISBN 3-932426-20-7.